# Holy Motors
Holy Motors je francouzský film z roku 2012, který natočil režisér Leos Carax podle vlastního scénáře. Hlavní roli v něm ztvárnil Denis Lavant. Ten hraje pana Oscara, který během dne za doprovodu své řidičky Céline (Édith Scob) navštěvuje různá místa, na nichž ztvárňuje různé postavy jako herec, avšak na místě nejsou přítomny kamery ani diváci. Jde o Caraxův první celovečerní film po třinácti letech. Děj filmu se odehrává v Paříži.
V dalších rolích ve snímku vystupují Eva Mendes (modelka, kterou unese Monsieur Merde – jedna z Lavantových postav), Michel Piccoli (muž s mateřským znaménkem), Kylie Minogue (poslední noc letušky) a také sám režisér Leos Carax, který se objeví na začátku filmu jako muž v hotelovém pokoji. V závěrečných titůlcích se nachází fotografie Jekatěriny Golubevy, Caraxovy partnerky, která v roce 2011 zemřela, s věnováním v cyrilici. V jedné scéně se ve filmu objeví jejich dcera Nastya.
Film byl v několika kategoriích nominován na Césara – pro nejlepší film, nejlepšího režiséra, nejlepší původní scénář, nejlepšího herce (Denis Lavant), nejlepší herečku ve vedlejší roli (Édith Scob), nejlepší kameru (Caroline Champetier), nejlepší střih (Nelly Quettier) a nejlepší zvuk (Erwan Kerzanet, Josefina Rodriguez, Emmanuel Croset).